# Rey del glam
«Rey del glam» (a veces llamada «El rey del glam») es una canción interpretada por el grupo español Dinarama + Alaska, publicada como el cuarto y último sencillo de su primer álbum de estudio, Canciones profanas en 1984 por la compañía Hispavox. También figuró en los álbumes recopilatorios Diez (1987) y Grandes éxitos (1994). Ana Díaz, Carlos Berlanga y Nacho Canut compusieron conjuntamente la canción, mientras que Alaska y Ángel Altolaguirre la produjeron. Según Canut se inspiraron en intérpretes de glam rock que admiraban, como David Bowie, Marc Bolan y Gary Glitter. 
«Rey del glam» ha sido regrabado en varias ocasiones por el grupo Fangoria. La primera vez fue para su álbum El extraño viaje revisitado (2007), en colaboración con el grupo de heavy metal Mägo de Oz. Posteriormente, lo volvieron a versionar para su álbum en vivo ¡Viven! (2007), junto a artistas como Nancys Rubias, Miranda! y La Terremoto de Alcorcón. En 2010, Fangoria incluyó una nueva versión en su recopilatorio El paso trascendental del vodevil a la astracanada. La última regrabación de este tema por el dúo fue para su segundo álbum en vivo Operación Vodevil (2011). Además, Loquillo realizó una nueva versión para su triple álbum recopilatorio Rock And Roll Actitud (2018), en cuyo videoclip también participó Alaska.

## Composición
La canción fue inspirada por artistas internacionales del género glam rock a quienes el grupo admiraba, como David Bowie, Marc Bolan y Gary Glitter. La letra de la canción describe la estética de un intérprete de glam rock, haciendo mención explícita a Bowie y Bolan.

## Lista de canciones y formatos
| Sencillo de 7" |                |          |  |
| N.º            | Título         | Duración |  |
| 1.             | «Rey del glam» | 03:31    |  |
| 2.             | «Rumore»       | 02:39    |  |

| Sencillo de 7" |                          |          |  |
| N.º            | Título                   | Duración |  |
| 1.             | «Rey del glam»           | 03:25    |  |
| 2.             | «Rey del glam» (versión) | 03:31    |  |

## Versión deDiez(1987)
En 1987, Dinarama realizó una nueva grabación de «Rey del glam» para su álbum recopilatorio Diez. Un año después, en 1988, la canción fue publicada como sencillo junto a «Sospechas».